# Lorenzo Insigne
Lorenzo Insigne Cavaleiro OMRI (Frattamaggiore, 4 de junho de 1991) é um futebolista italiano que atua como ponta-esquerda. Atualmente está sem clube.

## Carreira

### Napoli
Nascido na comuna italiana de Frattamaggiore, Insigne iniciou sua carreira nas categorias de base do clube que leva o nome da província, o Napoli. Sua estreia na equipe principal do clube aconteceu quando tinha 18 anos, no dia 24 de janeiro de 2010, na partida que terminou com vitória partenopei por 2–0.[carece de fontes?]

### Cavese
Poucas semanas depois, no dia 11 de fevereiro, foi anunciado seu empréstimo ao inexpressivo Cavese, da terceira divisão italiana. Sua estadia no clube durou até o término da temporada 2009–10, tendo disputado apenas dez partidas no período.[carece de fontes?]

### Foggia
Para a temporada 2010–11, seguiu em empréstimo ao Foggia, que também disputava a terceira divisão italiana. No clube, sob o comando de Zdeněk Zeman, que retornava ao clube que o tornou famoso anos antes, Insigne despontou profissionalmente nessa temporada, tendo marcado 19 gols em 33 partidas.

### Pescara
Chegou ao Pescara Calcio como um pedido de Zeman, que acabara de assumir o comando do clube. E, assim como na temporada anterior sob o comando do treinador, Insigne continuou sendo um dos destaques da equipe, formando um dos melhores ataques do campeonato com Ciro Immobile e Marco Sansovini. Sua equipe, como tradicionalmente são as equipes pelo treinador tcheco, apresentava um estilo de jogo ofensivo e bonito, dando maior visibilidade ao atacante.

### Retorno ao Napoli
No final da temporada, retornou para o Napoli. Em 16 de setembro de 2012, na vitória por 3–1 contra o Parma, Insigne marcou o seu primeiro gol pelo clube na Serie A. Quatro dias depois, ele estreou nas competições de clubes da UEFA, sendo titular na goleada por 4–0 contra o sueco AIK, em jogo válido pela Liga Europa. O italiano fez uma boa temporada, e mesmo não conseguindo garantir seu lugar no time principal, devido à grande concorrência, conseguiu ser um dos destaques da equipe. Terminou a temporada 2012–13 tendo realizado 43 jogos, marcando cinco gols e distribuindo sete assistências.

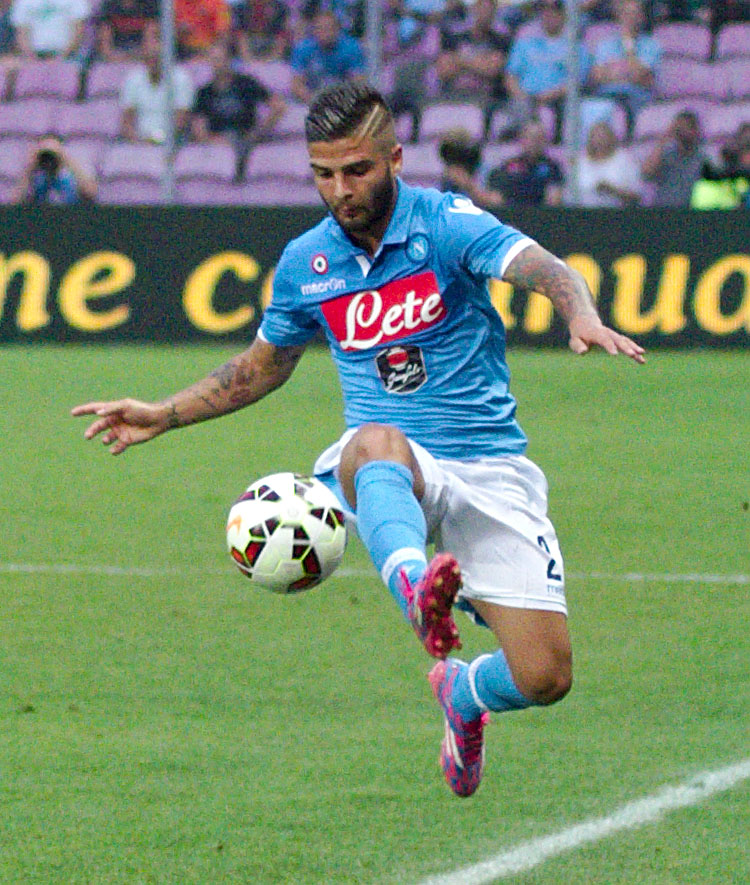
Insigne atuando pelo Napoli em 2014

Na temporada 2013–14, Insigne fez sua estreia na Liga dos Campeões da UEFA em uma vitória por 2–1 sobre os finalistas da temporada anterior, Borussia Dortmund, no dia 18 de setembro de 2013. Insigne marcou sua estreia na competição com um gol. Na final da Copa da Itália, em 3 de maio de 2014, Insigne marcou duas vezes no primeiro tempo, com o time vencendo por 3–1 contra a Fiorentina.
Em 14 de outubro de 2017, Insigne marcou seu 100º gol na carreira em uma vitória fora de 1–0 sobre a Roma, pela Serie A.
Após a saída do eslovaco Marek Hamšík, Insigne foi nomeado capitão do Napoli no dia 9 de fevereiro de 2019.
Em 4 de março de 2021, após o empate em 3–3 com o Sassuolo, pela 25ª rodada da Serie A, Insigne foi flagrado pelas câmeras de transmissão ofendendo o próprio time, além de ter chutado uma garrafa d'água e uma placa de publicidade.

### Toronto
Lorenzo Insigne foi anunciado pelo Toronto no dia 8 de janeiro de 2022. Ainda assim, o atacante optou por terminar a Serie A com os napolitanos e se mudou para o Canadá no meio do ano.
Estreou pelo novo clube no dia 23 de julho, na goleada por 4–0 contra o Charlotte, em jogo válido pela Major League Soccer. Marcou seu primeiro gol pelo Toronto no dia 6 de agosto, na vitória fora de casa por 4–3 contra o Nashville. No jogo seguinte, contra o Portland Timbers, Insigne balançou as redes novamente e marcou um dos três gols da vitória por 3–1. Já no dia 20 de agosto, foi o autor do único gol do Toronto na derrota por 2–1 para o Inter Miami. Sendo um dos principais jogadores do time, Insigne voltou a marcar no dia 27 de agosto, novamente contra o Charlotte, dessa vez em uma vitória por 2–0. O atacante italiano teve boa atuação no dia 4 de setembro, quando fez dois gols na derrota em casa por 4–3 contra o Montréal. Tendo chegado na metade da temporada, disputou 12 partidas e terminou o ano com seis gols e duas assistências, sendo o grande destaque do Toronto na Major League Soccer.
Em julho de 2025, depois de três anos atuando na MLS, Insigne deixou o Toronto em mútuo acordo, ao lado do compatriota Federico Bernardeschi.

## Seleção Nacional
Após ter defendido a Itália Sub-20 e Sub-21, estreou pela Seleção Italiana principal no dia 11 de setembro de 2012, em partida contra a Seleção de Malta pelas Eliminatórias da Copa do Mundo FIFA de 2014.
No dia 1 de junho de 2014, foi convocado pelo treinador Cesare Prandelli para a Copa do Mundo realizada no Brasil. Em 31 de maio de 2016, esteve na lista dos convocados de Antonio Conte para a Eurocopa.

## Vida pessoal
É irmão dos também futebolistas Roberto Insigne, atacante que atua no Palermo, e Antonio Insigne, já aposentado.
Em 8 de dezembro de 2020, Lorenzo fez uma tatuagem em homenagem ao argentino Diego Maradona, considerado o maior ídolo da história do Napoli.

## Títulos
Pescara
- Serie B: 2011–12

Napoli
- Copa da Itália: 2013–14 e 2019–20
- Supercopa da Itália: 2014

Seleção Italiana
- Eurocopa: 2020

### Prêmios individuais
- Melhor Jogador da Serie B: 2011–12[23]
- Artilheiro da Copa da Itália: 2013–14 (3 gols)
- Jogador do Mês da Serie A: março de 2021